# Gribingui
Gribingui är en 418 km lång flod i vattendrag i Centralafrikanska republiken, ett biflöde till Bamingui och ett av Charis huvudsakliga källflöden. Den rinner genom den nordvästra delen av landet, 500 km norr om huvudstaden Bangui.